# Domek z kart (singel Natalii Szroeder)
Domek z kart – drugi singel polskiej piosenkarki Natalii Szroeder z jej debiutanckiego albumu studyjnego, zatytułowanego Natinterpretacje. Singel został wydany 24 czerwca 2016.
Kompozycja znalazła się na 19. miejscu listy AirPlay – Top, najczęściej odtwarzanych utworów w polskich rozgłośniach radiowych.

## Geneza utworu i historia wydania
Utwór napisali i skomponowali Natalia Szroeder, Konrad Biliński i Marcin Górecki. Piosenkarka o singlu:

»Domek z Kart« to utwór bardzo wyjątkowy i intymny, najbliższy mi. Emocje w nim zawarte to już nie emocje dziewczyny, to emocje młodej kobiety. Pracując nad nim i śpiewając go, czułam, że zaczynam jakiś nowy etap. To najbardziej świadomy i przemyślany utwór, jaki wydałam do tej pory. To jest dokładnie to, co mam w sercu. Dokładnie to, co gra mi w duszy.

Singel ukazał się w formacie digital download 24 czerwca 2016 w Polsce za pośrednictwem wytwórni płytowej Warner Music Poland. Piosenka została umieszczona na debiutanckim albumie studyjnym Szroeder – Natinterpretacje.

## „Domek z kart” w stacjach radiowych
Nagranie było notowane na 19. miejscu w zestawieniu AirPlay – Top, najczęściej odtwarzanych utworów w polskich rozgłośniach radiowych.

## Teledysk
Do utworu powstał teledysk w reżyserii Dariusza Szermanowicza, który udostępniono w dniu premiery singla za pośrednictwem serwisu YouTube.

## Lista utworów
- Digital download[3]

1. „Domek z kart” – 2:57

## Notowania

### Pozycja na liście airplay
| Kraj   | Lista (2016)  | Najwyższa pozycja |
| ------ | ------------- | ----------------- |
| Polska | AirPlay – Top | 19                |

## Certyfikaty
| Kraj          | Certyfikat  | Sprzedaż |
| ------------- | ----------- | -------- |
| Polska (ZPAV) | złota płyta | 10 000+  |